# Ambagarh Chauki
Ambagarh Chauki fou un principat (zamindar) al districte de Chanda, a les Províncies Centrals entre els 20 graus i 35 minuts i 20 graus 51 minuts nord i entre el 80 graus 31 minuts i 80 graus 52 minuts est. La superfície era de 539 km² i la població el 1881 de 29.854 habitants repartits en 179 pobles. La població eren gonds i alguns gaulis. La capital Ambagarh Chauki tenia (1881) 1.419 habitants. El zamindari pertanyia al grup de caps Chanda.